# Le Prof (bande dessinée)
Pour les articles homonymes, voir Le Prof.
Pour la série de bandes dessinées, voir Les Profs.
Le Prof est le onzième tome de la série de bande dessinée Tendre Banlieue.
- Scénario et dessins : Tito

## Synopsis
La thématique abordée est celle du sida, moins via l'aspect médical de la maladie que de son impact sur ceux qui en sont atteints.
Le personnage principal, Christophe Verneuil, est un professeur de sport atteint du sida. Après avoir voulu cacher sa maladie, il devra, lorsque celle-ci sera dévoilée par un élève de son école, affronter la peur suscitée par la maladie chez autrui, mais aussi les insultes. Cependant, d'autres lui témoigneront leur confiance, lui garderont respect et affection.